# Aganíki Eniános Mazaráki
Aganíki Eniános Mazaráki, en grec moderne : Αγανίκη Αινιάνος Μαζαράκη (1838-1892), est une poétesse bucolique grecque du XIXe siècle. Elle est issue d'une famille héroïque et littéraire d'Ypáti en Grèce-Centrale. Son père Geórgios Ainián est un pionnier de la Société amicale, un héros de la Guerre d'indépendance grecque et une personnalité politique. Orpheline très tôt, elle grandit aux côtés de son oncle Dimítrios (el), qui, en tant que leader de la révolution contre Othon Ier, doit se réfugier dans les montagnes. Partageant le sort de son oncle, la petite Aganíki le suit, grandissant dans un environnement rural. Lorsque les choses se calment, elle s'installe à Athènes et a étudié à l'Arsákeio, montrant un grand intérêt pour les lettres. Elle obtient son diplôme à l'âge de 17 ans et se tourne vers l'étude des auteurs grecs anciens et des poètes et prosateurs français. Elle épouse, en 1860 Ioánnis Mazaráki originaire de Kythnos. Elle écrit de nombreux poèmes, qu'elle ne publie jamais de son vivant et qu'elle garde secrets. 